# Analiza rzędów
Analiza rzędów – technika diagnostyki maszyn rotacyjnych.
Metoda ta znajduje zastosowanie przy badaniu maszyn, w których prędkość obrotowa jest zmienna w czasie. W takim przypadku nie jest możliwe zastosowanie transformaty Fouriera, która daje poprawne wyniki dla sygnału stacjonarnego (stałej prędkości obrotowej). Ponadto składowe częstotliwościowe sygnału są funkcją prędkości obrotowej. Analiza rzędów pozwala, więc przejść z dziedziny czasu w dziedzinę prędkości obrotowej.
Diagnostyka za pomocą analizy rzędów wymaga pomiaru takich wielkości jak: prędkość obrotowa, drgania, poziom hałasu. Możliwe jest więc powiązanie pewnych zjawisk z konkretną prędkością obrotową. W rezultacie można określić stan techniczny badanego urządzenia, poprawność jego pracy oraz zaplanować konieczne remonty.
Metoda pozwala na monitorowanie pracy:
- przekładni mechanicznych,
- silników,
- sprężarek,
- turbozespołów,
- wentylatorów.